# Agri
Agri ligger på Djursland mellem byerne Knebel og Egens. Agri er en lille landsby på Mols højt placeret i terrænet. Øst for Agri ligger Mols' højeste bakketop, Agri Bavnehøj, og vest for et tilsvarende udsigtspunkt, Stabelhøje. Agri ligger i Syddjurs Kommune og hører til Region Midtjylland. Den lille sø, som Agri ligger omkring, siges at være Danmarks højest beliggende sø, 97 m. o. h. 
I 2014 undersøgte Geoscience Aarhus Universitet, ved professor, Bent Vad Odgaard, bundaflejringerne i søen, med henblik på pollenanalyse. Pollen fra den omkringliggende beplantning blæser ud i søen, og de hårde pollenskaller bliver bevaret i bundmudderet, kaldet gytje. Analysen kan bruges til at bestemme vegetationen omkring søen gennem tiderne. Håbet var at bestemme udviklingen i vegetationen i denne del af Mols-området tilbage fra istiden for cirka 12.000 år siden.
Kulstof-14 analyse af den 9 meter lange borekerne viste, at det ældste pollen længst nede i borekernen kun er omkring 2000 år gammelt. Det vil sige, at søen kun er cirka 2000 år gammel.
Hvorfor søen opstod for omkring 2000 år siden (og ikke ved afslutningen af istiden, da landskabet blev dannet, for over 10.000 år siden) kom som en overraskelse for undersøgerne. Der var ikke nogen entydig forklaring på dette, da Bent Vad Odgaard fremlagde dette ved et geologisk formidlingsarrangement ved søen i efteråret 2014. En mulighed er, at skoven i søens opland forsvandt i forbindelse med overgang fra jæger-samler kultur for 2000 år siden til landbrugskultur, og at dette resulterede i øget vandtilstrømning til sænkningen, hvor Agri Sø ligger, fordi skovtræerne ikke længere sugede vandet til sig. En anden mulighed er at kendte klimaændringer (for ca. 2700 år siden) med et mere regnfuldt klima, dannede søen, fremgik det af Bent Vad Odgaard. Der kunne også være tale om en kombination, eller noget helt tredje. Alt i alt ser Agri Søs unge alder ud til at være en gåde, ifølge Bent Vad Odgaards undersøgelse. 
Lige syd og nord for Agri findes 2 ud af 4 kendte udsigtspunkter i Mols Bjerge. De ligger begge omkring 130 meter over havet, med udsyn helt ned til havoverfladen, hvilket er med til at anskueliggøre højdeforskellen. Det drejer sig om Stabelhøje under en halv km nordvest for Agri, og om Agri Baunehøj (137 m. o. h.) knap en kilometer nordøst for landsbyen. Fra begge disse bakker og gravhøje kan man se Aarhus Bugt og Ebeltoft Vig, samt landområder på det sydlige Djursland og Mols. De to andre kendte udsigtspunkter er Trehøje (127 m. o. h.) cirka 4 km syd for Agri. Samt Ellemandsbjerg, der ligger allersydligst på Mols, på halvøen Helgenæs, med en højde på 99 meter over havet - 13 km syd for Agri i luftlinje. På alle de 4 bakker er der bronzealderhøje på toppen. 
I følge beregninger baseret på at der er 60.000 registrerede bronzealderhøje i Danmark, blev der i ældre bronzealder, 1800 - 1000 år før Kristi fødsel, rejst 100 - 150 kæmpehøje om året. De er bygget af græstørv, og for de 5 - 6 meter  høje gravsteder, som der er tale om ved Agri, svarede byggeriet af en enkelt høj til skrælning af 7 hektar land for græstørv, som blev samlet sammen, og stablet op i en kæmpehøj. Af beregninger fremgår, at der blev brugt cirka 650.000 stykker græstørv per høj. Noget der vidner om en meget organiseret kultur, med en stor religiøs åndelig stræben i en før-kristen kultur - for 3000 - 4000 år siden.   